# Булонь-Біянкур Північно-Західний
Було́нь-Біянку́р Півні́чно-За́хідний (фр. Boulogne-Billancourt-Nord-Ouest) — кантон у Франції, в департаменті О-де-Сен регіону Іль-де-Франс.

## Склад кантону
Кантон включає в себе 1 муніципалітет:
| Муніципалітет   | Площа | Населення, осіб | Рік  |
| --------------- | ----- | --------------- | ---- |
| Булонь-Біянкур* | -     | 35520           | 1999 |

* — лише північно-західна частина міста Булонь-Біянкур
| Франція | Це незавершена стаття з географії Франції. Ви можете допомогти проєкту, виправивши або дописавши її. |